# Королівщина (Роменський район)
Королі́вщина — село в Україні, в Сумській області, Роменському районі. Населення становить 110 осіб. Входить до складу Роменської міської громади. До 2020 р. орган місцевого самоврядування — Гришинська сільська рада.

## Географія
Село Королівщина знаходиться на правому березі річки Олава, вище за течією на відстані 1,4 км розташоване село Матлахове, нижче за течією на відстані 2 км розташоване село Гаврилівка, на протилежному березі — село Чижикове. По селу протікає пересихаючий струмок з загатою.

## Історія
12 червня 2020 року, відповідно до розпорядження Кабінету Міністрів України № 723-р «Про визначення адміністративних центрів та затвердження територій територіальних громад Сумської області», село увійшло до складу Роменської міської громади.
19 липня 2020 року, в результаті адміністративно-територіальної реформи та ліквідації Роменського району(1930—2020), увійшло до складу новоутвореного Роменського району.

## Відомі люди
- Гринь Микола Васильович (1925—1996) — журналіст, громадський діяч української діаспори Канади.